# Francisco Forteza
Francisco Forteza (Salto, 1892. – Montevideo, 1967.), urugvajski liječnik i političar. Istaknuti član urugvajske stranke Colorado.

## Životopis
Forteza je izabran za zastupnika u Zastupničkom domu 1926. godine. Godine 1932. imenovan je članom izbornog suda. Prognan je tijekom predsjedništva Gabriela Terre.
Po povratku u Urugvaj postaje ministar javnog zdravstva (1945. – 1946.) te ministar nacionalne obrane (1947. – 1951.). 
Godine 1951. izabran je u senat. Od 1955. do 1957. bio je predsjednik državne "Banke Republike Urugvaj". 
Umro je 1967. godine u Montevideu. Njegov sin Francisco Forteza, služio je kao zastupnik, senator, ministar gospodarstva i ministra unutarnjih poslova.